# Beanie Sigel
Дуайт Екуен Грант (нар. 6 березня 1974, Філадельфія, Пенсильванія, США), більш відомий під псевдонімом Біні Сігел (англ. Beanie Sigel), — американський репер із Філадельфії, штат Пенсильванія. Вперше він став відомий завдяки своїй співпраці з Jay-Z, коли він став одним із провідних артистів лейбла Roc-A-Fella Records. 
Біні Сігел також відомий своїми численними юридичними проблемами та публічними судовими процесами з 2002 року. На сьогоднішній день його заарештовували щонайменше шість разів, він відбував приблизно чотири роки у федеральній чи державній в’язниці.

## Кар'єра
29 лютого 2000 року Біні Сігел випустив свій дебютний альбом The Truth на лейблі Roc-A-Fella Records. Він отримав позитивні відгуки критиків і комерційний успіх.
У червні 2001 року випустив свій другий альбом The Reason. У 2002 році Сігел і багато хто з Roc-A-Fella знялися в фільмі «Державна власність». Його випуск збігся зі створенням і просуванням гурту State Property, що складався з філадельфійських реперів, які підписали контракт з Roc-A-Fella. Його учасниками були Freeway, Peedi Crakk, Young Gunz, Oschino та Omillio Sparks.
У 2005 році, перш ніж відбути річне ув'язнення за попередній арешт, Біні Сігел закінчив свій третій альбом The B. Coming. Протягом цього часу голова лейблу  Roc-A-Fella, Jay-Z, став президентом його материнського лейблу, Def Jam, що змусило колишніх ділових партнерів Деймона Деша та Каріма «Біггса» Берка покинути лейбл та створити Dame Dash Music Group. Dame Dash Music Group і Def Jam згодом випустили The B. Coming. Платівка містила хіт «Feel It in the Air» і розійшлася тиражем 131 000 копій за перший тиждень.
Група State Property вирішила залишитися на Roc-A-Fella. Після звільнення Біні Сігел поставив під сумнів лояльність своєї групи та сказав, що він підписує контракт з Деймом і Біггсом через тісніші стосунки з ними, ніж з Джей-Зі.
Незабаром після цього він пояснив свої коментарі, сказавши, що просто не хоче брати участь у конфлікті, і вирішив відновити переговори з Roc-A-Fella замість переходу до Dame Dash Music Group.
У 2006 році Сігел знову підписав контракт з Roc-A-Fella Records і почав запис свого четвертого студійного альбому The Solution. 29 жовтня 2007 року Біні Сігел випустив сингл під назвою «All The Above», у якому брав участь Р. Келлі. The Solution вийшов 11 грудня 2007 року.
У 2009 році Біні Сігел випустив свій перший незалежний альбом The Broad Street Bully після того, як закінчилися його контракти з Roc-A-Fella Records і Def Jam Recordings.
У 2010 році Біні Сігел оголосив, що працює над своїм шостим студійним альбомом під назвою The Closure, який повинен був вийти на лейблах Universal Republic і G-Unit Records. Однак 31 травня 2011 року Сігел скасував альбом і пішов з музичної індустрії на два тижні, перш ніж вирішив повернутися і знову попрацювати над альбомом, перейменувавши його на The Classic. У 2011 році Біні Сігел підписав контракт із дочірнім лейблом 50 Cent G-Unit Philly. 13 липня 2011 Біні випустив свій перший сингл з альбому під назвою «B-Boy Stance». 30 березня 2012 року Сігел сказав на Shade 45, що він працюватиме над спільним альбомом зі своїм давнім близьким другом, ветераном південного репу Scarface. Scarface одночасно опублікував оголошення через мобільний телефон. Біні Сігел вирішив підписати дистриб’юторську угоду з EMI. На цьому лейблі Сігел випустив новий мікстейп, а потім студійний альбом This Time.

### Акторська кар'єра
Біні Сігел вперше з'явився в документальному фільмі «Backstage» 2000 року, а його перша головна акторська роль була у фільмі «Державне майно», яке породило продовження «Державне майно 2». Він також з’явився разом з Кевіном Хартом у фільмі «Паперові солдати» 2002 року.
Сігел з'явився у фільмі 2011 року «Рима і покарання», документальному фільмі про хіп-хоп виконавців, які відсиділи у в'язниці округу або державній/федеральній в'язниці. У фільмі є інтерв’ю з Сігелем, у якому він розповідає про свої переконання та життя під час ув’язнення.

## Особисте життя
Біні Сігел є мусульманином-сунітом.
У листопаді 2021 року репер і колишній член Roc-A-Fella Каньє Вест віддав належне Сігелу за те, що він створив його тепер уже фірмовий нікнейм «Yeezy». Біні згодом підтвердив це під час інтерв'ю TMZ. Каньє Вест також заявив, що він винен Сігелу грошову компенсацію, на що той відмовився.
У жовтні 2023 року Сігел офіційно схвалив незалежну президентську кампанію 2024 року юриста-еколога Роберта Ф. Кеннеді-молодшого, вважаючи його «чесним».

## Проблеми із законом
У 2002 році Сігела заарештували та звинуватили у зберіганні зброї у Західній Філадельфії. Пізніше він відбуде рік у федеральній в'язниці.
Біні Сігел був знову заарештований у січні 2003 року після того, як нібито вдарив 53-річного чоловіка кулаком в обличчя, зламавши йому очну ямку. 3 липня 2003 року Сігел здався поліції Філадельфії та був звинувачений у замаху на вбивство після того, як нібито зробив шість пострілів з пістолета калібру 9 мм у двері клубу, поранивши двох людей. Його також звинувачують у нападі при обтяжуючих обставинах та зберіганні знаряддя злочину. Його перший судовий процес завершився без участі присяжних. Друге судове засідання закінчилося вироком про визнання невинним.
У 2004 році Сігела визнали винним у федеральних звинуваченнях у володінні зброєю та засудили до одного року та одного дня у федеральній в'язниці.
Біні Сігел був поранений під час пограбування у Філадельфії 25 травня 2006 року. Він зміг втекти з місця злочину та самостійно доїхати до місцевої лікарні. За місяць до цього інциденту Сігел був звільнений із в'язниці після того, як відбув короткий термін за звинуваченнями у забезпеченні дітей.
15 серпня 2009 року Біні заарештували за звинуваченням у зберіганні наркотиків під час поїздки на концерт у Нью-Джерсі. У його автомобілі виявили майже 50 грамів марихуани.
У 2010 році Сігела було звинувачено за трьома пунктами у неподанні податкових декларацій про доходи понад 1 мільйон доларів у період з 2003 по 2005 рік. Він визнав себе винним у звинуваченнях і був засуджений до 25 місяців ув'язнення.
29 серпня 2012 року, за два тижні до в'язниці, Біні Сігела знову заарештували у Філадельфії за звинуваченнями в наркотиках, зброї та змові після того, як його зупинила поліція. Офіцери знайшли в автомобілі повністю заряджений пістолет Smith & Wesson 38 калібру, а також 4500 доларів готівкою, пляшку сиропу від кашлю без етикетки та різні таблетки. Сігел розпочав свій 24-місячний термін ув’язнення за неподання податкових декларацій у Федеральному центрі ув’язнення у Філадельфії 12 вересня 2012 року. Крім того, він був засуджений до тюремного ув’язнення строком від шести до 23 місяців за незаконне зберігання ліків, що відпускаються за рецептом.
14 серпня 2014 року Біні було звільнено з в'язниці і, як повідомлялося, він відбував решту свого покарання в будинку на півдорозі у Філадельфії. 5 грудня 2014 року Сігел був поранений під час стрілянини біля свого будинку в Плезантвіллі, штат Нью-Джерсі. Його терміново доставили в лікарню, де йому видалили легеню через ускладнення під час операції. За словами поліції, Біні Сігел не був передбачуваною жертвою.

## Дискографія
Студійні альбоми
- The Truth (2000)
- The Reason (2001)
- The B. Coming (2005)
- The Solution (2007)
- The Broad Street Bully (2009)
- This Time (2012)

Спільні альбоми
- State Property (з State Property) (2002)
- The Chain Gang Vol. 2 (з State Property) (2003)
- The Roc Boys (зFreeway) (2010)